# Thomas-Müntzer-Gesellschaft
Die Thomas-Müntzer-Gesellschaft ist ein am 26. Mai 2001 gegründeter historischer Verein in Mühlhausen, der sich mit der Person Thomas Müntzers beschäftigt.
Den Vorsitz des Vereins führt der Historiker und Direktor der Mühlhausener Museen Thomas T. Müller. Schriftführerin ist die Historikerin Antje Schloms. Zu den Vorstandsmitgliedern gehören unter anderem die Historiker Hans-Jürgen Goertz und Günter Vogler. Die Aufgaben der Thomas-Müntzer-Gesellschaft sind, das Leben und Werk Thomas Müntzers und deren Verhältnis zur Reformation und dem Bauernkrieg sowie deren Rezeption zu erforschen und die Erkenntnisse der Öffentlichkeit zugänglich machen. Zu den weiteren Aufgaben des Vereins gehören, die Zusammenarbeit mit wissenschaftlichen Einrichtungen und Vereinen zu fördern, Kolloquien zu veranstalten, Publikationen herauszugeben und weitere Veranstaltungen zu organisieren. Dem Verein gehören Historiker, Theologen, Archivare und andere Interessenten aus Thüringen, anderen deutschen Bundesländern und weiteren europäischen und außereuropäischen Staaten an.

## Publikationen
- Mühlhausen, der Bauernkrieg und Thomas Müntzer. Realitäten – Visionen – Illusionen. Protokollband zum wissenschaftlichen Kolloquium am 17. Mai 2000 in Mühlhausen/ Thür. Mühlhausen 2000, ISBN 3-935547-00-5.
- Günter Vogler: Müntzerbilder im 20. Jahrhundert. Tendenzen und Perspektiven der Forschung. Mühlhausen 2001, ISBN 3-935547-04-8.
- Günter Vogler: Thomas Müntzer und die Gesellschaft seiner Zeit. Mühlhausen 2003, ISBN 3-935547-06-4.
- Thomas Müntzer in der Erinnerungskultur. Das Beispiel bildende Kunst. Herausgegeben von Günter Vogler. Mühlhausen 2008, ISBN 978-3-935547-24-6.
- Thomas T. Müller: Bauernkrieg nach dem Bauernkrieg. Die Verwüstung der Mühlhäuser Dörfer Dörna, Hollenbach und Lengefeld durch Eichsfelder Adel und Klerus. Duderstadt 2001, ISBN 3-932752-77-5.
- Günter Vogler (Hrsg.): Bauernkrieg zwischen Harz und Thüringer Wald. Stuttgart 2008, ISBN 978-3-515-09175-6.
- Hans-Jürgen Goertz: Thomas Müntzer: Revolutionär am Ende der Zeiten. Eine Biographie. München 2015, ISBN 978-3-406-68163-9.
- Siegfried Bräuer und Günter Vogler: Thomas Müntzer: Neu Ordnung machen in der Welt. Eine Biographie. Gütersloh 2016, ISBN 978-3-579-08229-5.
- Thomas T. Müller: Thomas Müntzer im Bauernkrieg. Fakten – Fiktionen – Desiderate. Mühlhausen 2016, ISBN 978-3-935547-67-3.
- Thomas T. Müller (Hrsg.): Umstrittene Empörung. Zur Gewaltfrage in der frühen Reformation. Studien zu Thomas Müntzer, Andreas Karlstadt, Hans Hut, Philipp Melanchthon und Martin Luther. Hans-Jürgen Goertz zum 80. Geburtstag. Mühlhausen 2017, ISBN 978-3-935547-72-7.
- Joachim Bauer, Stefan Michel: Alternative Predigt? Beobachtungen zur kursächsischen Predigerlandschaft neben Luther, Karlstadt und Müntzer bis 1525. In memoriam Siegfried Bräuer (1930-2018). Mühlhausen 2018, ISBN 978-3-935547-75-8.
- Günter Vogler: Thomas Müntzer – ein Märtyrer? Überlegungen zu einer bisher nicht edierten Handschrift. Mühlhausen 2019, ISBN 978-3-935547-78-9.
- Hans-Jürgen Goertz: Nähe Gottes und Veränderung der Welt. Aufsätze zu Thomas Müntzer und den Täufern. Mühlhausen 2020, ISBN 978-3-935547-85-7.
- Marion Dammaschke: Bauernkrieger im Talar. Thomas Müntzer in der Belletristik seit 1945. Mühlhausen 2021, ISBN 978-3-935547-87-1.